# Židovský hřbitov ve Stráži nad Nežárkou
Židovský hřbitov ve Stráži nad Nežárkou se nalézá západně od města Stráž nad Nežárkou, na katastru obce Pístina.
Na okraji areálu stojí márnice a bývalý hrobnický domek. Je ohrazen vysokou obvodovou zdí a není volně přístupný. S současnosti je v areálu dochováno 169 náhrobků. Biotop borového lesa má svoji vzdušnou vlhkost, proto je většina z náhrobků porostlá lišejníky. Po očistění jsou však kameny v bezvadném stavu. Listinné prameny odhadují vznik hřbitova do rozpětí let 1819–1848, na hřbitově však zcela prokazatelně najdeme náhrobníky z let 1810, 1816, 1823. Některé zdejší epitafy vykazují velkou epigrafickou kulturu zdejší židovské obce.  Hřbitov sloužil i dalším lokalitám – Chlumec, Třeboň Lomnice apod. Z místních židovských rodin se zde vyskytují příjmení Freund, Schüller, Beinkeles, Dubsky, Benesch a Löwy. Pohřbeni jsou zde také Weilovi (rodina učenců a rabínů pův. z Humpolce), Epsteinovi aj. Na náhrobku Alberta Turnovského (působil jako lékař) je vytesán plastický symbol Urobora (hada požírajícího svůj vlastní ocas).Poslední pohřeb z roku 1940 – Žofie Picková.